# 16952 Peteschultz
16952 Peteschultz è un asteroide della fascia principale. Scoperto nel 1998, presenta un'orbita caratterizzata da un semiasse maggiore pari a 3,0994805 UA e da un'eccentricità di 0,0876729, inclinata di 4,06888° rispetto all'eclittica. Ha un diametro di 8,992 km.